# La Celle-sous-Gouzon
La Celle-sous-Gouzon é uma comuna francesa na região administrativa da Nova Aquitânia, no departamento de Creuse. Estende-se por uma área de 14,07 km². Em 2010 a comuna tinha 154 habitantes (densidade: 10,9 hab./km²).